# Hapalophragmium kawakamii
Hapalophragmium kawakamii är en svampart som beskrevs av Hirats. f. & Hashioka 1935. Hapalophragmium kawakamii ingår i släktet Hapalophragmium och familjen Raveneliaceae.   Inga underarter finns listade i Catalogue of Life.